# Joseph Cockshoot Co. Ltd.
Joseph Cockshoot Co. Ltd. (kurz: Cockshoot) war ein Stellmacher aus Manchester, der im 19. Jahrhundert hochwertige Kutschen und in der ersten Hälfte des 20. Jahrhunderts individuelle Karosserien für Oberklasseautomobile fertigte. Unter den britischen
Karosserieherstellern, die ihren Sitz nicht in der britischen Hauptstadt hatten, galt Cockshoot als eines der prestigeträchtigsten.

## Unternehmensgeschichte

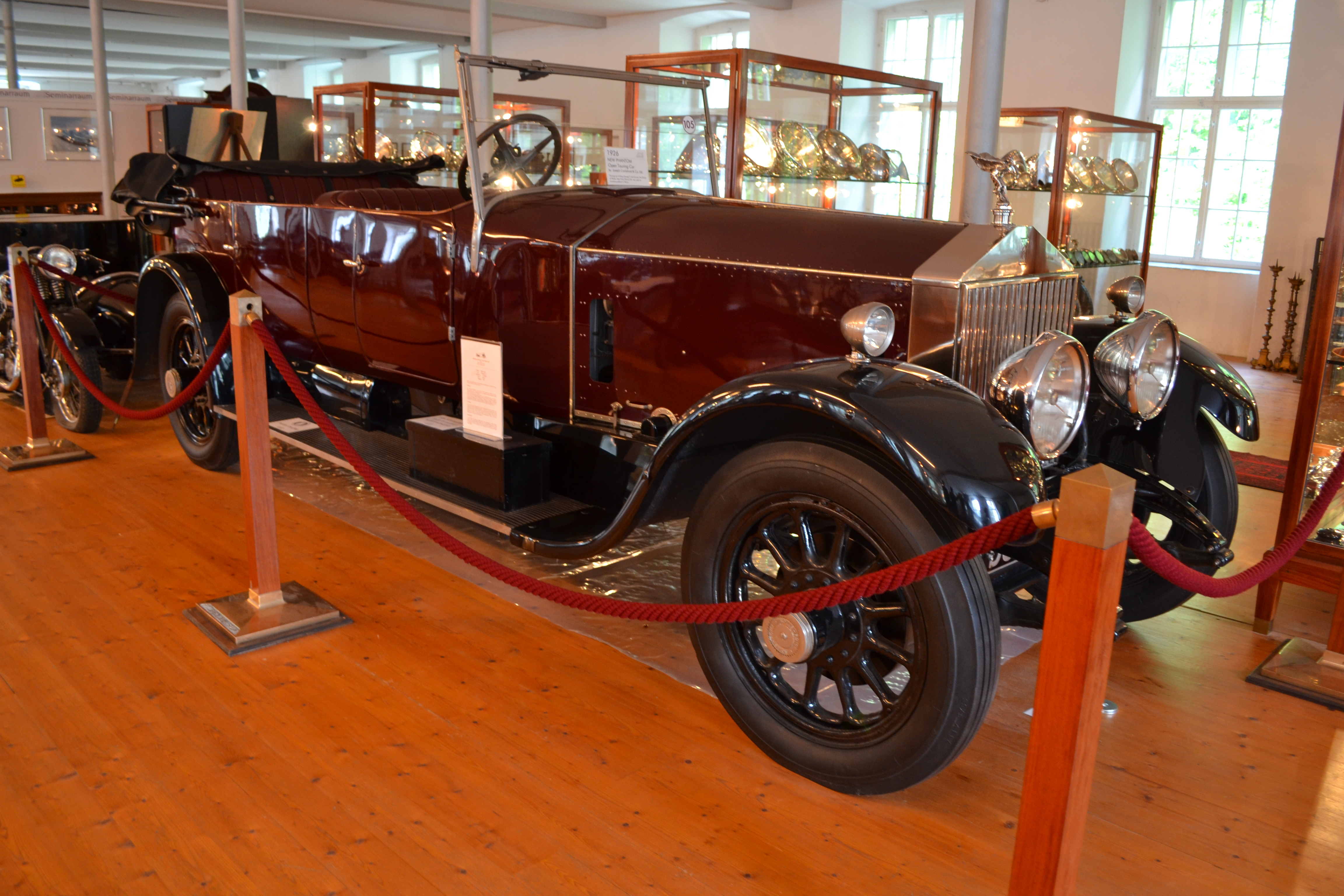
Rolls-Royce Phantom I mit Open-Tourer-Karosserie von Cockshoot

Gründer des Unternehmens war Joseph Cockshoot. Er hatte in den Vierzigerjahren des 19. Jahrhunderts zunächst für seinen Onkel gearbeitet, der einen auf Droschkenproduktion spezialisierten Betrieb unterhielt. 1844 machte sich Joseph Cockshoot in Manchester mit einem eigenen Unternehmen als Kutschenhersteller selbständig. Nach einer Quelle gründete er dabei einen neuen Betrieb; andere meinen, er habe ein bereits seit 1724 bestehendes Unternehmen übernommen. Cockshoot gewann bald einen guten Ruf für hochwertige und stilvolle Kutschen, für die das Unternehmen bei diversen Ausstellungen in Großbritannien und Kontinentaleuropa Auszeichnungen erhielt. Cockshoot entwickelte auch eigene technische Lösungen für Federung, Bremsen und Achsaufhängungen.
Joseph Cockshoot starb 1895. Zu Beginn des 20. Jahrhunderts erweiterten seine Nachfolger das Tätigkeitsfeld auf die Herstellung von Automobilkarosserien. Das erste von Cockshoot eingekleidete Automobil entstand bereits 1903. In den folgenden Jahren bis zum Ausbruch des Ersten Weltkriegs war Cockshoot der bevorzugte Hersteller von Karosserien für importierte Renault-Chassis, und 1906 wurde das Unternehmen zu einem der ersten Rolls-Royce-Händler des Landes. 1907 fertigte Cockshoot die Karosserie für den ersten Rolls-Royce, der nach Indien geliefert wurde. Dieser Silver Ghost wurde als Pearl of the East bekannt.
Während des Ersten Weltkriegs fertigte Cockshoot Flugzeugkomponenten und karossierte Armeefahrzeuge, von denen viele nach Kriegsende bei Cockshoot auf zivile Karosserien umgerüstet wurden. Ab 1919 setzte Cockshoot die Fertigung hochwertiger Automobilkarosserien fort, wobei bevorzugt Chassis von Rolls-Royce, die es  zeitweise auch selbst fertigte, und von Armstrong-Siddeley eingekleidet wurden. Bis 1938 stellte Cockshoot seine Kreationen regelmäßig auf britischen Messen aus, und regelmäßig wurde dabei mindestens ein Rolls-Royce gezeigt. Zeitgleich diversifizierte das Unternehmen: Ab 1919 war Cockshoot Groß- und Einzelhändler für Morris und Wolseley und unterhielt in den Grafschaften Lancashire und Cheshire mehrere Vertriebsniederlassungen; 1932 kam schließlich ein Händlervertrag mit Bentley hinzu. Das wirkte sich auf den Karosseriebau aus, dessen Bedeutung zunehmend schwand. Waren 1920 noch 41 Automobilkarosserien gefertigt worden, so sank die Zahl bis 1938 auf fünf Aufbauten pro Jahr.
Mit dem Ausbruch des Zweiten Weltkriegs endete die Karosseriefertigung bei Cockshoot. Während des Krieges entstanden wiederum Flugzeugkomponenten; außerdem wurden Armeefahrzeuge repariert.
Nach Kriegsende beschränkte sich Cockshoot auf den Automobilhandel. Neben der Vertretung für Rolls-Royce und Bentley intensivierte das Unternehmen die Beziehung zu Morris, dessen landesweit größter Händler es in den 1950er-Jahren war. Nach einer Reihe von Umfirmierungen in den 1960er-Jahren wurde es 1968 schließlich von der Lex Gruppe übernommen.